# Зарослово
Зарослово — деревня в Муромском районе Владимирской области России, входит в состав Ковардицкого сельского поселения. 

## География
Деревня расположена в 14 км на запад от центра поселения села Ковардицы и в 20 км на северо-запад от Мурома.

## История
Деревня впервые упоминается в окладных книгах 1676 года в составе Коробщиковского прихода, в ней числились двор монастырский, двор помещиков, 21 двор крестьянский и 1 двор приказчиков.
В конце XIX — начале XX века деревня входила в состав Папулинской волости Меленковского уезда, с 1926 года — в составе Муромского уезда. В 1859 году в деревне числилось 47 дворов, в 1905 году — 95 дворов, в 1926 году — 137 дворов.
С 1929 года деревня являлась центром Зарословского сельсовета Муромского района, с 1940 года — в составе Окуловского сельсовета, с 1954 года — в составе Михалёвского сельсовета, с 1965 года — в составе Зименковского сельсовета, с 2005 года — в составе Ковардицкого сельского поселения. 

## Население
| 1859 | 1905 | 1926 | 2002 | 2010 | 2012 | 2021 |
| ---- | ---- | ---- | ---- | ---- | ---- | ---- |
| 341  | ↗616 | ↗637 | ↘28  | ↘13  | ↗25  | ↘16  |